# Periferie řídicího systému
Periferie řídicího systému (viz řídicí systém) je část zařízení, která umožňuje centrální procesorové jednotce (viz PLC) komunikaci s okolím.
Vstupní periferie: umožňuje zjistit stav připojených signálů z technologie.
Výstupní periferie: umožňuje přenést požadované hodnoty na technologii (zpravidla elektrické veličiny).

## Základní periferie řídicího systému
- Digitální - (zpracovávají stavy, které je možno vyjádřit jako zapnuto/vypnuto ano/ne log.1/log.0)
- Analogové - (zpracovávají spojité signály elektrické veličin jako elektrické napětí a proud). U těchto periferií probíhá vzájemná komunikace mezi CPU, kdy CPU čte stav vstupních signálů na periferii, tento stav zpracuje podle uživatelského algoritmu a výsledek přenese na výstupní periferii.
- Další periferie jsou takové, které mají speciální funkce a mohou být kombinací předchozích s tím, že tyto periferie mohou obsahovat i vlastní logiku a určité funkce vykonávají samostatně bez vazby na CPU. Příkladem může být periferie, která zajišťuje přenos sériové linky např. pro snímač čárového kódu nebo periferie, která obsahuje autonomní obvod regulace. Pro funkci těchto periferií postačí, aby si s CPU vyměňovaly pouze přijatá data ze sériové linky nebo požadovanou a skutečnou teplotu.

Poznámka: zde uvedené označení CPU se vztahuje k jednotce jako součásti PLC.